# Павлоградвугілля
ДХК «Павлоградвугілля» — найбільше вуглевидобувне підприємство України, розробляє копалини у Західному Донбасі (Дніпропетровська область). До складу підприємства входить 10 шахт, 23 структурних підрозділи, 57 об'єктів соціальної сфери. Колектив підприємства налічує понад 26 тис. осіб.

## Підприємства
- ДВАТ «Шахта «Степова»
- ДВАТ «Шахта «Ювілейна»
- ДВАТ «Шахта «Павлоградська»
- ДВАТ "Шахта «Тернівська»
- ДВАТ «Шахта «Самарська»
- ДВАТ «Шахта «Дніпровська»
- ДВАТ «Шахта ім. Героїв Космосу»
- ДВАТ «Шахта «Західно-Донбаська»
- ДВАТ «Шахта ім. М.І.Сташкова»
- ДВАТ «Шахта «Благодатна»

### Генеральні директори (керуючі тресту) «Павлоградвугілля»
- 1965—1974 — Маросін Петро ілліч
- 1974—1975 — Саратикянц Семен Арутюнович

## Персоналії
- Куклін Володимир Юрійович — Заслужений шахтар України, повний кавалер знаків «Шахтарська слава» та «Шахтарська доблесть». Кандидат технічних наук.